# 山梨県立図書館
山梨県立図書館（やまなしけんりつとしょかん）は、山梨県甲府市にある山梨県立の図書館である。

## 沿革

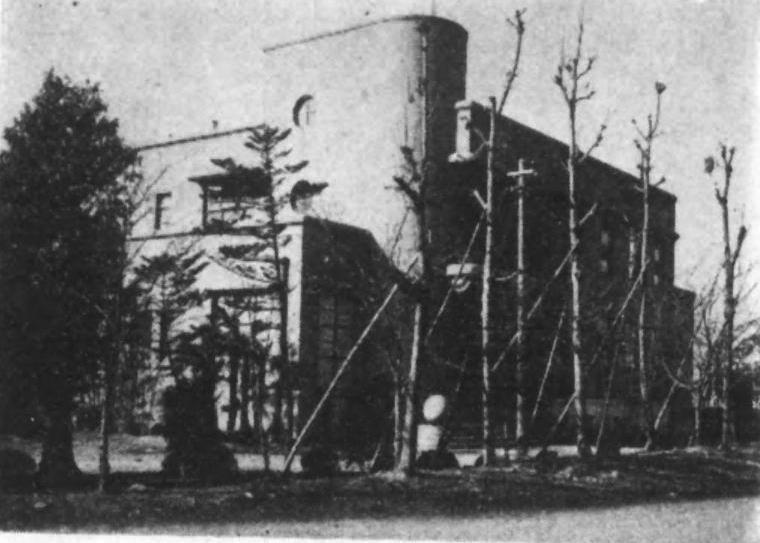
1930年（昭和5年）に竣工した初代図書館施設。1970年まで図書館として使用し、のちに県庁別館として使用されたが2010年（平成22年）に解体

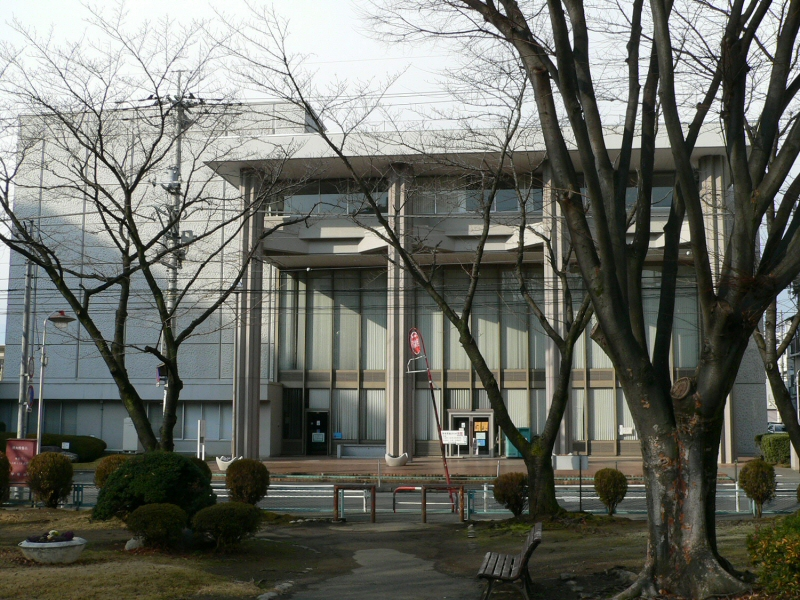
1970年から2012年6月まで使用されていた2代目図書館施設。現在地へ移転後建物は解体され現存しない
（2007年12月30日撮影）

甲府市立図書館とともに第二次世界大戦前から存在する公共図書館で、1900年（明治33年）に山梨県教育会付属図書館として開館した。1930年（昭和5年）に根津嘉一郎の寄付により県庁舎構内に新館が建てられ、1931年（昭和6年）に山梨県立管轄となり、現在の名称に改められた。戦中には甲府空襲よる戦災を免れたものの、1945年（昭和20年）にはGHQ傘下の山梨軍政部により建物が接収され、蔵書は県会議事堂地下や甲府工業学校武道場へ移された。山梨軍政部の主導で弘前大学図書館長であった三谷栄一が新館長に迎えられ、1950年（昭和25年）には接収解除により返還された。
1970年（昭和45年）に山梨県庁舎構内より平和通りを挟んだ二丁目へ移転（それまでの建物は山梨県庁舎第一南別館として2010年まで使用され、現在は改築され防災新館となっている）。当時先進的図書館建築のパイオニアとして知られていた鬼頭梓の設計により新しい県立図書館が建設されたが、2000年代になると老朽化や蔵書数増加による収蔵スペースの確保が懸案事項となり、2012年6月10日の業務を最後に閉館され、その後建物は解体された。なお、跡地は甲府信用金庫に土地交換という形で売却され、2015年9月より同信金の本店が移転営業を開始した。
その後2012年6月11日から11月10日までの長期間にわたり移転作業のため休館し、11月11日に現在の場所へ開館、地上3階建（一部4階建）、地下1階建で延床面積は10,452m2と、旧図書館（4,249m2）の2倍以上になった。施設は蔵書・閲覧コーナーのほかに多目的展覧会場やカフェ、多目的ホールが設置されている。移転後の新館長には作家の阿刀田高が就任した。2018年度からは、金田一秀穂が就任し、阿刀田は名誉館長となった。
図書館法の制定により視聴覚ライブラリーの整備や移動図書館、地域読書会や他の公共図書館との連携事業の実施、僻地小学校への貸し出しなどサービスの拡充に努めている。また、戦前からには郷土資料の受け入れを行い、収蔵資料は「甲州文庫」として集成され郷土研究の拠点にもなり、2005年には山梨県立博物館の開館により移管された。また、昭和初期の弁士梅村紫声旧蔵の映画関係古書「梅村文庫」を所蔵している。

## コレクション
- 梅村紫声文庫：昭和初期の名弁士、梅村紫声が生涯をかけて集めた7,461冊の映画関係資料。（貴重書庫・貸出不可）
- 漢籍・国書：江戸時代の学問所「徽典館」所蔵資料と、明治期の実業家、根津嘉一郎氏の蔵書を中心とした木版刷りの和装本15,831冊。（貴重書庫・貸出不可）
- 萩野浩文庫：新県立図書館の整備にあたり、2008年、萩野浩氏より寄贈を受けた世界各地の絵本や「しかけ絵本」のコレクション。（一部貸出不可）
- 県人著作：山梨県出身、ゆかりの方が書いた本を収集。
- 山紫水明やまなしの水：山梨県が誇る豊かな「水」をテーマに資料を収集。

### 甲州文庫
山梨県立図書館は戦前から山梨県に関する多くの郷土資料を受け入れており、「甲州文庫」として集成されている。
山梨県では明治後期から大正期にかけて郷土への関心が高まり、県内の政治家や実業家の間では郷土史の探求を趣味とするものも現れた。中でも甲州財閥の中核として山梨県内の政財界において影響力を持っていた若尾家三代目の若尾謹之助は1915年（大正4年）に民間の修史事業として『山梨県志』の編纂事業に着手した。「山梨県志」の編纂事業では県内の旧家や寺社所蔵文書、県庁所蔵の行政文書や古記録などを調査し、史料が集成されていた（後の「若尾資料」）。
「山梨県志」は刊行寸前まで進んだが、1923年（大正12年）の関東大震災の影響と、昭和期の若尾家の没落で中座する。「山梨県志」には県内の多くの郷土史家が参加するが、1919年（大正8年）には中巨摩郡豊村（南アルプス市上今井、旧同郡櫛形町）出身の蚕糸業者である功刀亀内が「山梨県志」編纂委員の土屋夏堂と知り合い、功刀は「若尾資料」を引き継いで整理を行い、さらに県内や関東地方において独自に山梨県の郷土史に関する資料の収集を行っている。
若尾資料は東京の功刀邸に置かれていたが、戦時下には山梨へ移される。戦後の1948年（昭和23年）には、甲府で古書店を営んでいた郷土史家の萩原頼平が収集した庶民資料を中心とする「頼生文庫」が山梨県立図書館に受け入れられる。さらに1951年（昭和26年）には功刀亀内の所蔵する若尾資料を受け入れ正式に「甲州文庫」となる。さらに翌昭和27年には山梨県庁に保管されていた江戸時代の検地帳や村明細帳、明治以降の戸籍帳や行政文書、新聞や雑誌類の資料が移管され、上野晴朗ら担当職員も配置された。
甲州文庫は近世・近現代を中心とする文献や行政文書を中心とするが、古記録から民具などの民俗資料や生活資料などに至る幅広い資料が含まれている。『甲陽軍鑑』や甲州文庫本『甲斐国志』の写本や甲斐国絵図類をはじめ、果樹栽培や養蚕、郡内織など甲斐国の産業史に関わる資料や、歌舞伎など遊芸文化に関する錦絵や番付などの文化資料、明治期の『峡中新聞』などの新聞資料のほか江戸期の甲州枡や甲州金の現物などがある。また、甲州文庫には「甲州文庫」と記された扁額が現存している。これは昭和5年（1930年）7月の年記が記された木彫の扁額で、中村不折の筆による。
現在は山梨県立博物館に移管されている。
山梨県立博物館では「甲州文庫」を含めた収蔵資料約20万点がデジタル化され、館内の利用者端末とマイクロフィルムリーダーでマイクロフィルムとデジタル史料の公開を行っている。マイクロフィルムに関しては現在の山梨県立図書館でも公開を行っている。ただし、これらのサービスは山梨県立博物館館内のみの利用が可能で、インターネットによる公開は実現していない。

## サービス

### 開館時間
- 平日　午前9時～午後8時
- 土日・祝日　午前9時～午後7時

### 休館日
- 毎週月曜日 （公休日）
- 国民の祝日
- 年末年始（おおむね12月28日 - 1月3日）

### 図書館資料の館外貸出
- 図書・雑誌は10冊まで15日間、視聴覚資料は3点まで8日間
- 「図書館利用カード」が必要
  - 有効期限は3年間
  - 山梨県内在住・通勤・通学者のみ
  - 県外在住者には「ビジターカード」を発行

#### 広域返却
- 富士吉田市立図書館・都留市立図書館・大月市立図書館・韮崎市立大村記念図書館・上野原市立図書館・南部町立南部図書館・忍野村立おしの図書館・富士河口湖町生涯学習館・甲斐市立図書館（竜王・敷島・双葉）・南アルプス市立図書館（芦安分館以外の5館）・北杜市立図書館（全8館）で、当館で借りた図書を返却できる。（事前の申し込みが必要）

### その他のサービス
- 図書・雑誌・新聞等の館内閲覧
- 閲覧席（サイレントルーム以外）の利用
- レファレンス・サービス
- 複写サービス
- マイクロフィルムの閲覧（要予約）
- 予約、購入希望、相互貸借★
- サイレントルーム、パソコン席、視聴覚ブースの利用★
- 書庫の入室（木曜日午後）★
- 電子書籍端末（タブレット型）の館内貸出★
- 障害者サービス（要別途登録）★

★を付したサービスを受けるには「図書館利用カード」が必要。

## 交通
- JR甲府駅改札より徒歩3分（北口）
- 山梨交通甲府駅北口バス停より徒歩1分

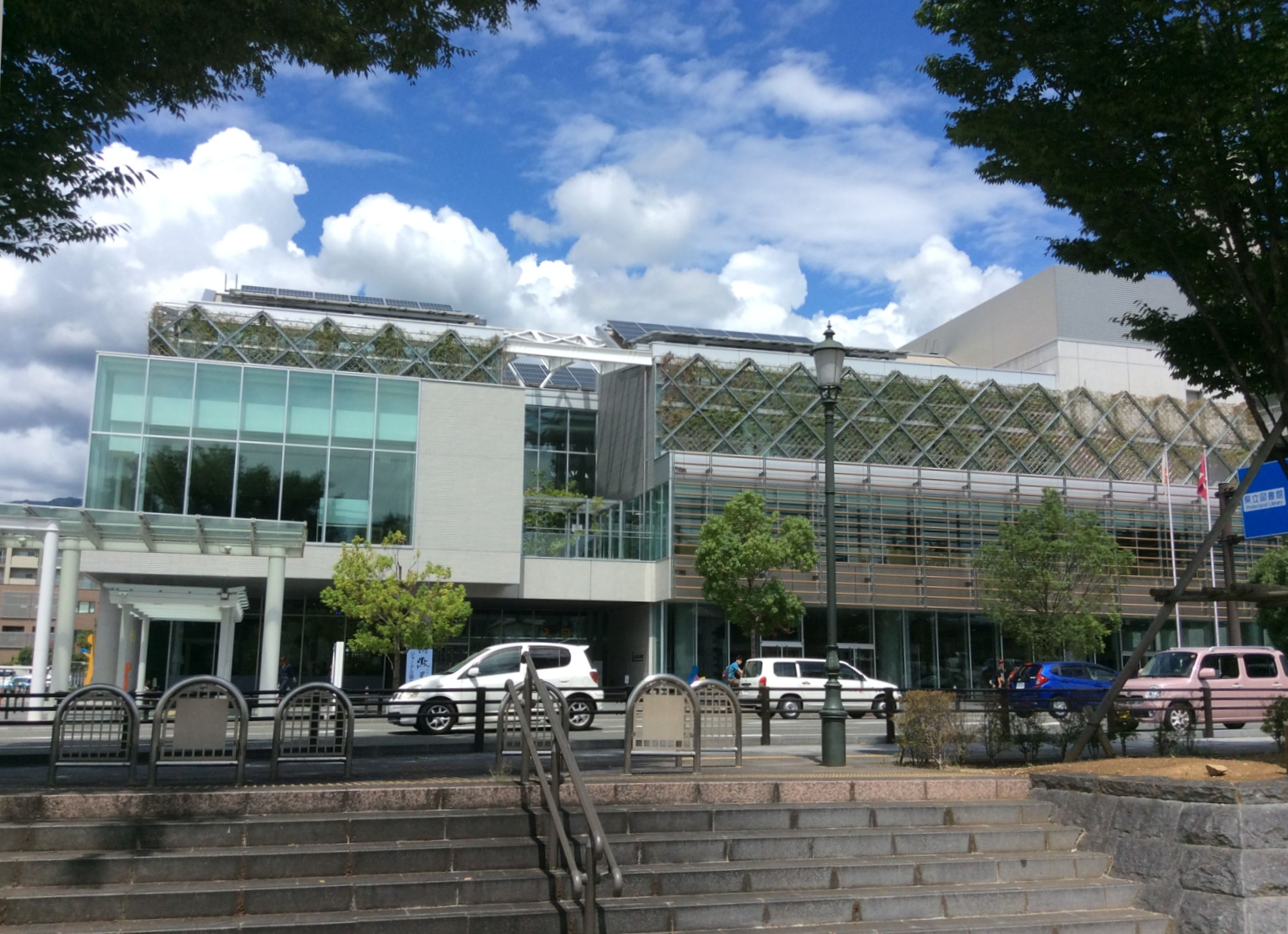
南側正面入り口と外観（2017年8月17日撮影）
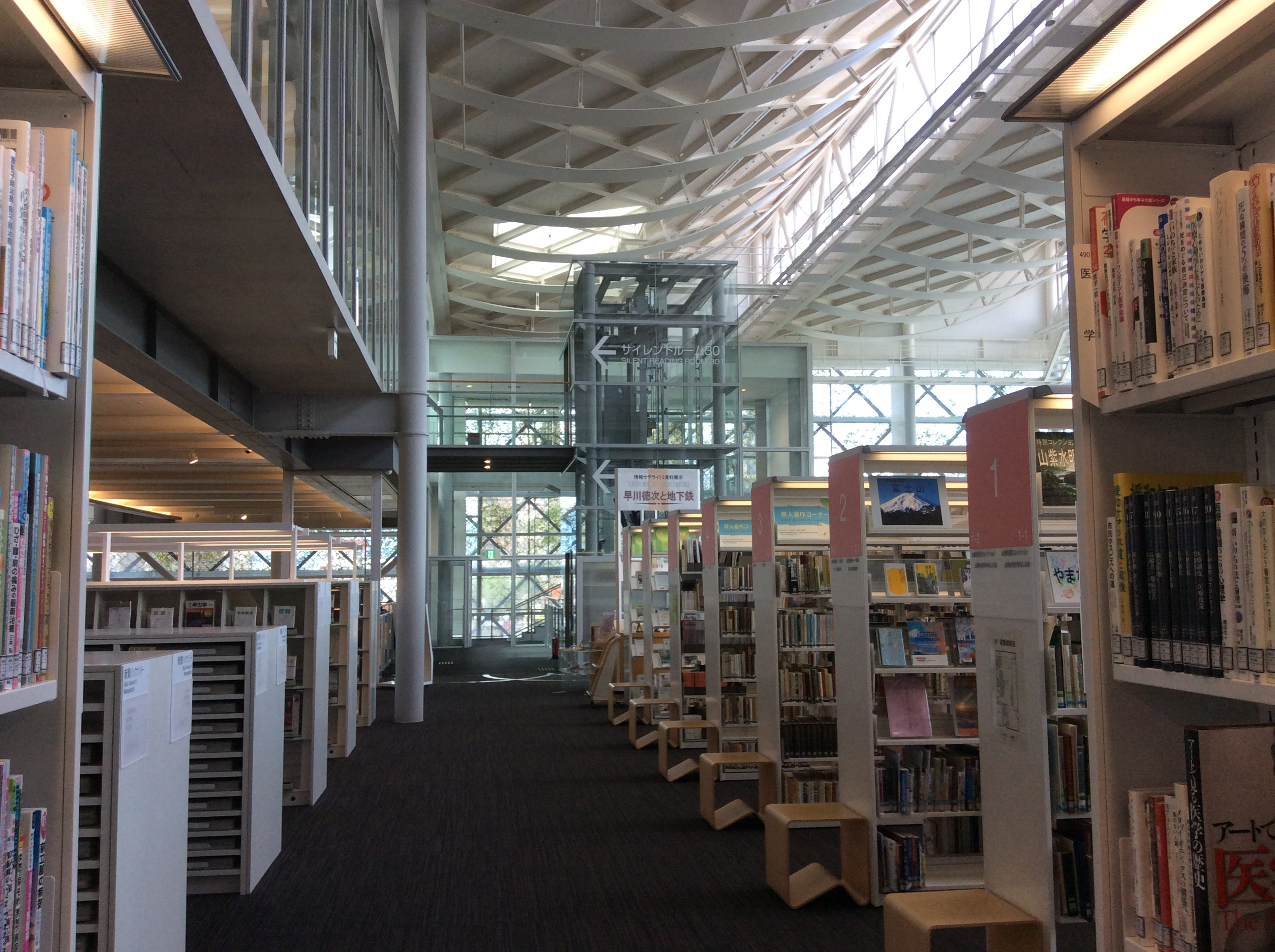
2階一般資料コーナー（2017年8月17日撮影）
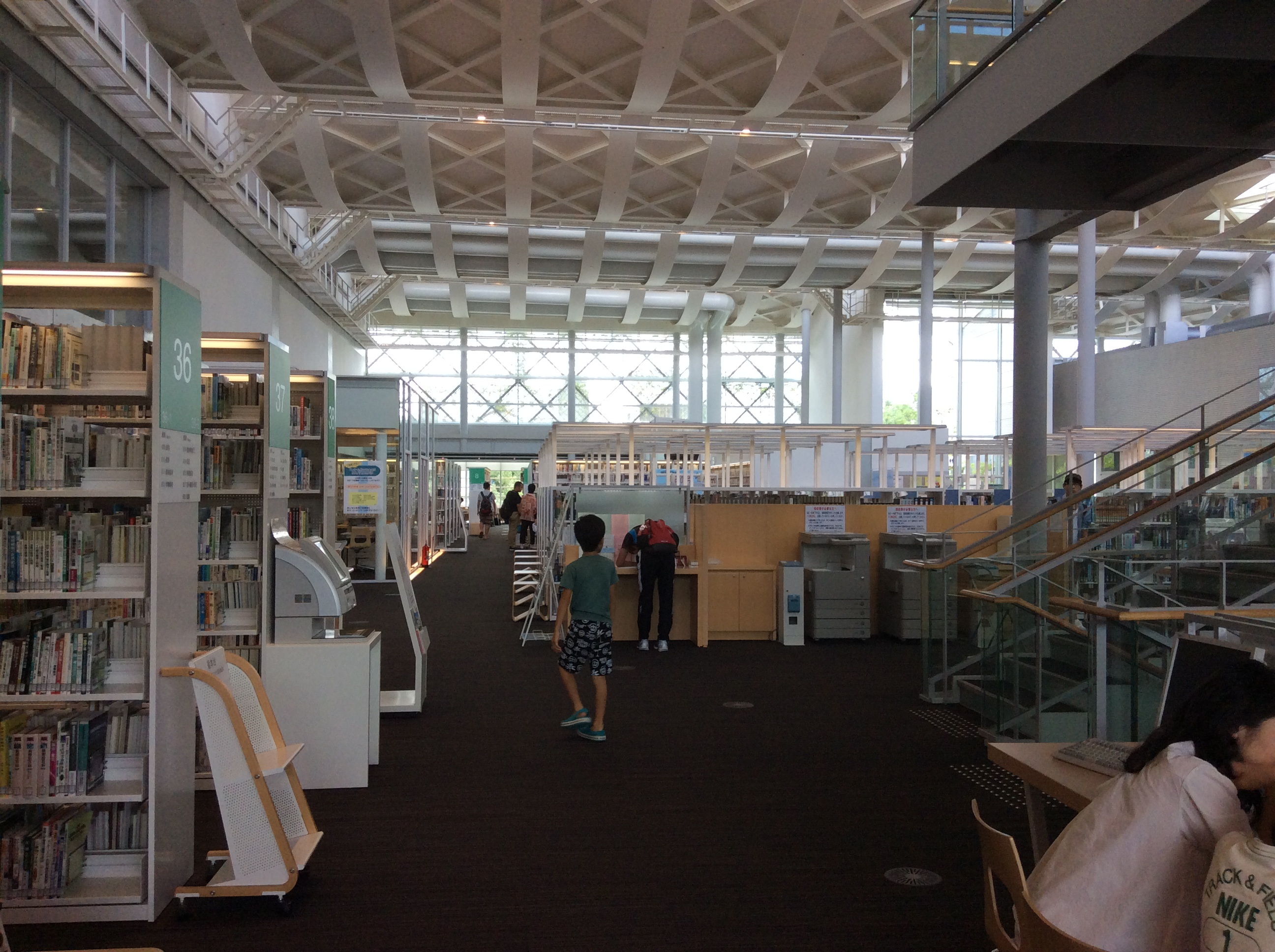
2階一般資料コーナー（2017年8月17日撮影）
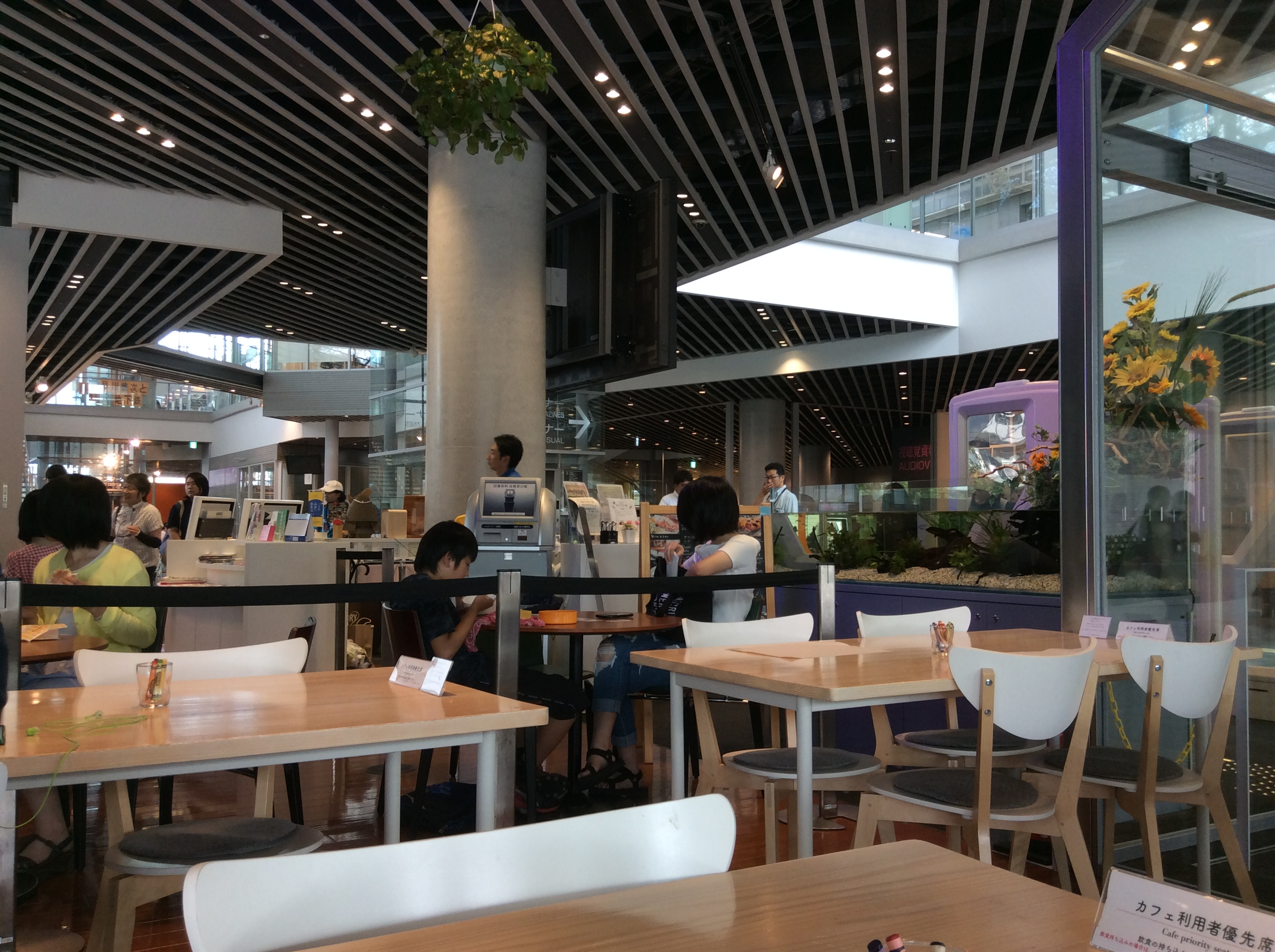
1階メインエントランス横のカフェ（2017年8月17日撮影）